# Qui a tué Lady Winsley ?
Pour plus de détails, voir Fiche technique et Distribution.
Qui a tué Lady Winsley ? est une comédie policière franco-belgo-turque réalisée par Hiner Saleem et sortie en 2019.

## Synopsis
L'écrivaine américaine Lady Winsley a été assassinée dans sa maison sur une île turque. Le capitaine Celik, commissaire local, fait appel à l'inspecteur Fergan, d'Istanbul, pour mener l'enquête. Celui-ci découvre que Lady Winsley enquêtait sur un crime commis vingt ans plus tôt et en écrivait un livre, mais le livre est introuvable. Fergan procède à des tests ADN sur de nombreux hommes de l'île et arrive vite à la conclusion que le criminel pourrait être le fils illégitime d'une des familles. Cette hypothèse d'adultère émise par l'inspecteur se heurte aux traditions turques de la communauté insulaire qui cultive le secret autour de la question des rapports conjugaux. Un journaliste révèle que Fergan est d'origine kurde, ce que lui-même ignorait. Le comportement de Fergan et son origine très mal vue se conjuguent au point qu'il devient indésirable sur l'île. Mais il tombe amoureux d'Azra, la propriétaire de l'hôtel où il loge. Celle-ci, qui maîtrise l'anglais, va aider Fergan à comprendre le crime passé quand le manuscrit de Lady Winsley va apparaître.

## Fiche technique
- Titre français : Qui a tué Lady Winsley ?
- Titre original : Lady Winsley
- Réalisation : Hiner Saleem
- Scénario : Hiner Saleem, Véronique Wüthrich et Thomas Bidegain
- Photographie : Andreas Sinanos
- Montage : Sophie Reine
- Musique : Florence Caillon et Xavier Demerliac
- Décors :
- Costumes : Gönül Tiftik
- Producteurs : Marc Bordure et Robert Guédiguian
  - Coproducteurs : Sadık Ekinci, Emre Oskay, Adnan M. Sapcı et Alican Yazicioglu
- Production : Agat Films & Cie - Ex Nihilo, coproduit par Film Production et Versus Production
- Distribution : Memento Films Distribution
- Pays d'origine :  Turquie,  France et  Belgique
- Genre : comédie policière
- Durée : 90 minutes
- Dates de sortie :
  - Suisse : 2 janvier 2019
  - France : 2 janvier 2019

## Distribution
- Mehmet Kurtuluş : Fergan, l'inspecteur de police
- Ezgi Mola : Azra, la propriétaire de l'hôtel
- Ahmet Uz : Kasim
- Mesut Akusta : Ismail
- Ergun Kuyucu : Capitaine Celik
- Senay Gürler : Lady Winsley
- Turgay Avdın : Burak Ozluk, le journaliste
- Korkmaz Aslan : Sercan Birol